# Bystus fibulatus
Bystus fibulatus es una especie de coleóptero de la familia Endomychidae.

## Distribución geográfica
Habita en México.